# Saint-Germain-la-Ville
Saint-Germain-la-Ville  là một xã thuộc tỉnh Marne trong vùng Grand Est đông nam nước Pháp. Xã này nằm ở khu vực có độ cao trung bình 89 mét trên mực nước biển.